# サウスチャイナ・モーニング・ポスト
サウスチャイナ・モーニング・ポスト (South China Morning Post、南華早報) は、香港で発行されている日刊英字新聞。

## 概要
香港がイギリス領であった1903年に創刊された英字新聞。創刊当時の中国語題号は『南清早報』であったが、辛亥革命によって1912年に中華民国が成立したことを受けて、翌1913年より現在の『南華早報』に改めた（英語題号は変更していない）。中華人民共和国への香港返還後も引き続き多くの英語話者を抱えている香港で固定的な読者を持ち、2006年現在の発行部数は約10万4,000部である。また日曜版である『サンデー・モーニング・ポスト』("Sunday Morning Post")の発行部数は約8万部となっている。1996年から有料のオンライン版も発行しているほか、紙媒体版には学生割引サービスが存在する。
1987年にルパート・マードックのニューズ・コープに買収された後、1993年からマレーシア華僑・ロバート・クオック（郭鶴年）のケリー・メディア社の傘下に入った。2015年に馬雲のアリババグループに買収された。

## 論調
イギリス植民地時代、香港政庁の御用新聞といわれるほど政庁寄りの論調をとり、多くの政庁官僚が評論や資料を発表し、インタビュー取材を受けた。
郭鶴年による買収以降は、中国政府寄りの傾向が見られるとの指摘がある。コラムニストのダニー・ギティングス、北京特派員ジャスパー・ベッカー、中国ニュースの編集・林和立（ウィリー・ラム）の解雇は、彼らの中国批判に対するものであると社外から見られたが、郭は否定している。とはいえ、同紙は、2005年に普通選挙実施を訴えるデモに関する広告掲載を受け入れるなど、香港最大手の中国語新聞『東方日報』ほどには、中国寄りになってはいないと評される。
中国共産党指導部の人事報道に定評があるとされる。